# Brownanthus
Brownanthus là chi thực vật có hoa trong họ Aizoaceae.